# Дипломатична недоторканність (фільм)
Дипломатична недоторканність (англ. Diplomatic Immunity) — американський бойовик.

## Сюжет
Коул Хікель, морський піхотинець, переслідує в Парагваї вбивцю дочки, випущеного з в'язниці під захист «дипломатичної недоторканності».

## У ролях
- Брюс Бокслейтнер — Коул Хікель
- Біллі Драго — Ковбой
- Том Брезнахан — Клаус Герман
- Фабіана Уденіо — Тереза Ескобал
- Крістофер Нім — Стефан Нолл
- Маттіас Хьюз — Джефард
- Шерон Кейс — Еллен Хікель
- Роберт Дукуй — Фергюсон
- Лі де Бру — Макманус
- Кен Форі — Дель Рой Гейнс
- Роберт Форстер — Стоунбрідж
- Мег Фостер — Герта Герман
- Дж. Марвін Кемпбелл — лейтенант Стрезерн
- Кеннет Кіммінс — Вайлер
- Розлін Соррелл — Ландерхолт
- Роберт Міано — Серрано
- Майк Вітар — Артура
- Рауль Н. Різік — інспектор
- Енріке Сандіно — помічник
- Майкл Лепард — офіцер поліції
- Гай Крістофер — посол
- Пол Нап'є — Кіннік
- Віктор Мохіка — працівник поліції
- Ерік Флікс — клієнт
- Тоніо Мелендес — поліцейський
- Сантос Моралес — працівник поліції